# Американський легіон
Америка́нський легіо́н (англ. American Legion) — є однією з найбільших, військово-патріотичною та суспільно-політичною ветеранською організацією США. Вона була заснована в Парижі в 1919 році для захисту інтересів ветеранів Першої світової війни. Засновниками організації виступили двадцять офіцерів — учасників бойових дій у Франції зі складу американських експедиційних сил. У цьому ж році вона була офіційно визнана Конгресом США.
Американський легіон нараховує близько 3 мільйонів осіб — чоловіків і жінок, що перебувають у 15 тисячах первинних організацій (пости). Ці пости об'єднані до 55 департаментів, розташованих в 50 штатах США, а також у Колумбії, Пуерто-Рико, Франції, Мексиці і на Філіппінах.
Штаб-квартира розташована в м. Індіанаполіс штат Індіана з додатковим офісом у Вашингтоні. Легіоном керує Виконком і національний Командор, що обирається щорічним з'їздом. При Американському легіоні існує жіночий допоміжний корпус — громадська організація жінок-ветеранів, що заснована в 1919 році і нараховує 1 мільйон осіб.
Основоположними напрямами діяльності Американського легіону є підтримка політики уряду США і стратегії армії і флоту. В цьому відношенні характер діяльності цієї громадської ветеранської організації дещо відрізняється від характеру діяльності інших ветеранських структур. Керівництво Американського легіону, маючи значний політичний вплив в країні, займає дуже чітку, часто жорстку позицію, коли мова заходить про озброєне втручання США в ті або інші конфлікти на захист інтересів США. Так було під час війни у В'єтнамі, збройних операцій в Югославії, Афганістані і Іраку. Американський легіон підтримував і підтримує курс США на використання збройної сили в будь-якій точці світу, якщо того вимагають інтереси країни.
По решті напрямів діяльність Американського легіону багато в чому збігається з діяльністю ветеранського руху в США. Перш за все, це захист інтересів своїх членів на всіх рівнях, матеріальна підтримка і допомога ветеранам, і особливо інвалідам, пошук загиблих і зниклих безвісти, соціальна і психологічна адаптація звільнених військовослужбовців.
Особливу увагу це ветеранське об'єднання приділяє підтримці «Програми по навчанню молоді принципам американського самоврядування» і наданню допомоги у формуванні «інтелектуальної і політичної еліти серед школярів початкової і старшої школи».
Американський легіон одним з перших підтримав акцію Бібліотеки Конгресу США — «Проект історії ветеранів». В повідомленні для преси з цього приводу наголошувалося, що в наш час[коли?] в США проживають понад 19 млн ветеранів різних воєн, але щодня майже 1500 з них вмирають. Маючи прагнення виразити глибоку подяку американським ветеранам за їхню службу Вітчизні і зберегти їхні спогади для подальших поколінь, Конгрес США затвердив даний проект. Відповідно до законодавчого акту, підписаним президентом США Біллом Клінтоном 27 жовтня 2000 року, проект надає можливість американцям — ветеранам і їхнім цивільним помічникам — поділитися досвідом своїх військових переживань. Він охоплює учасників Першої і Другої світових воєн, а також воєн в Кореї, В'єтнамі і Перській затоці. В рамках цієї акції передбачається збір і забезпечення збереження усних історій, записаних на аудіо- і відеокасетах, а також документальних свідоцтв воєнного часу: листи, щоденники, карти, фотографії, вирізки з газет і журналів тощо.
У США особливо шанобливо відзначається державне свято — День ветеранів. Спочатку відоме як День перемир'я, це свято проголошувалося на честь американських ветеранів Першої світової війни. Воно припадає на 11 листопада, день закінчення війни у 1918 році. В наш час[коли?] — це свято ветеранів всіх воєн, в яких брали участь Сполучені Штати Америки. Організації ветеранів проводять паради, а президент США покладає вінки на Могилу Невідомого Солдата на Арлінгтонському національному кладовищі, розташованому на березі річки Потомак поблизу Вашингтона.
У США налічується понад 15 мільйонів чоловік, об'єднаних у понад 70 ветеранських організацій.
Відповідно до законодавства США американські громадяни, що прослужили на дійсній військовій службі не менше терміну, встановленого для курсу підготовки новобранця (180 і більше днів) і звільнені не у наслідок негідної поведінки, підпадають під категорію «ветеран» і отримують право на певні пільги. Для військовослужбовців, звільнених по інвалідності, мінімальні терміни служби не встановлюються.
Всіма питаннями ветеранів озброєних сил США займається Міністерство у справах ветеранів (до 15 березня 1989 року цими питаннями займалося управління у справах ветеранів). Підвищення статусу управління до рівня міністерства свідчить про значущість, яка приділяється в США питанням соціального забезпечення колишніх військовослужбовців.
Проблемами соціального захисту військовослужбовців і ветеранів збройних сил США поряд з державними структурами активно займаються численні громадські організації і асоціації.